# Елиане Елиас
Елиан Елиас (на португалски: Eliane Elias) е бразилска джаз пианистка, певица, аранжорка и авторка на песни.
Изработва си репутация на отличителна и лесно разпознаваема пианистка, певица и авторка на песни. Стилът ѝ обединява бразилска традиционна музика с прочувствени, подкупващи трели. Притежава умения в инструменталния джаз, в класическата музика, както и като композитор.

## Биография
Родена е в Сао Пауло, Бразилия. Талантът ѝ се проявява в ранна възраст. На 7 години започва да взима уроци по пиано, а на 12 години интерпретира солови творби на джаз музиканти с по-голям от нейния стаж.
Преди да стане на 15 години, преподава пиано и импровизация в един от най-престижните бразилски колежи по музика. Нейната изпълнителска кариера започва в Бразилия, когато е едва на 17 години. Работи с бразилския певец и автор на песни Токиньо, както и с големия поет Винисиус де Мураес, който е сътрудник в текстовете и композицията на песните на Антониу Карлус Жобим.
През 1981 г. отива в Ню Йорк, а през 1982 г. постъпва в акламираната група „Степс Ахед“.